# Family Feud
Family Feud – amerykański teleturniej, którego twórcą jest Mark Goodson. W każdym odcinku do pojedynku stają dwie drużyny (często rodziny), których zadaniem jest udzielanie odpowiedzi zbieżnych z odpowiedziami osób ankietowanych. Pierwsza emisja odbyła się w 1976 roku w ABC, a od 1988 program jest nadawany przez stację CBS. W roku 2010 jego prowadzącym został Steve Harvey. Pierwowzór dla polskiego teleturnieju „Familiada”. Właścicielem formatu Family Feud jest koncern Fremantle (stan na 2024 rok).